# ラチャダー鉄道市場

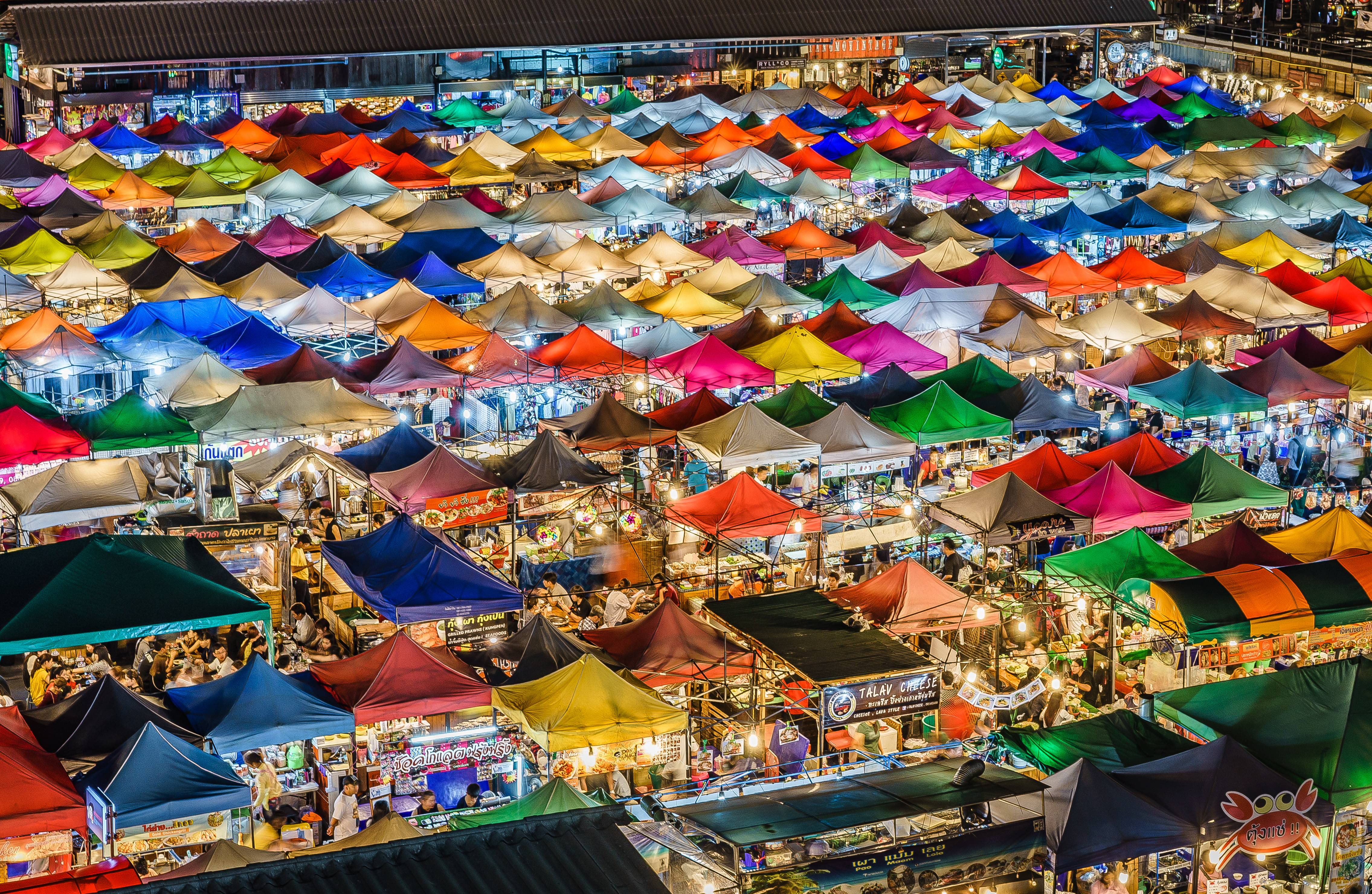
約1300件の店舗・屋台が集結するラチャダー鉄道市場

ラチャダー鉄道市場（ラチャダーてつどういちば、英語:Train Night Market Ratchada）は、タイ王国バンコクのディンデーン区にあるナイトマーケット。

## 概要
2015年1月にオープン。約10万㎡の敷地に約1300軒の店舗、屋台が並ぶ。エリアは買い物（雑貨）、食事、パブの3つに分かれている。メインの建物はレトロなデザインで、カフェなどが立ち並びぶが、店舗の主体は屋台である。広場ではライブやコンサートが開催される。インスタ映えすることから外国人観光客も多い。

## 営業日
- 火曜日から日曜日（月曜休み）[1][2]
- 午後5時から深夜1時（飲食・雑貨店エリアは0時）[1][2]

## 所在地
Ratchadaphisek Rd. Dindaeng, Bangkok

## 交通アクセス
バンコク・メトロ（MRT）のタイ文化センター駅（Thailand Culture Center）下車。3番出口を左折。エスプラネード（Esplanade）ショッピングセンターを抜けて正面。